# Brakel (Duitsland)
Brakel is een stad en gemeente in de Duitse deelstaat Noordrijn-Westfalen, gelegen in de Kreis Höxter. De gemeente telt 16.125 inwoners (31 december 2020) op een oppervlakte van 173,74 km². Naburige steden zijn onder andere Bad Driburg, Beverungen en Borgentreich.

## Stadsdelen

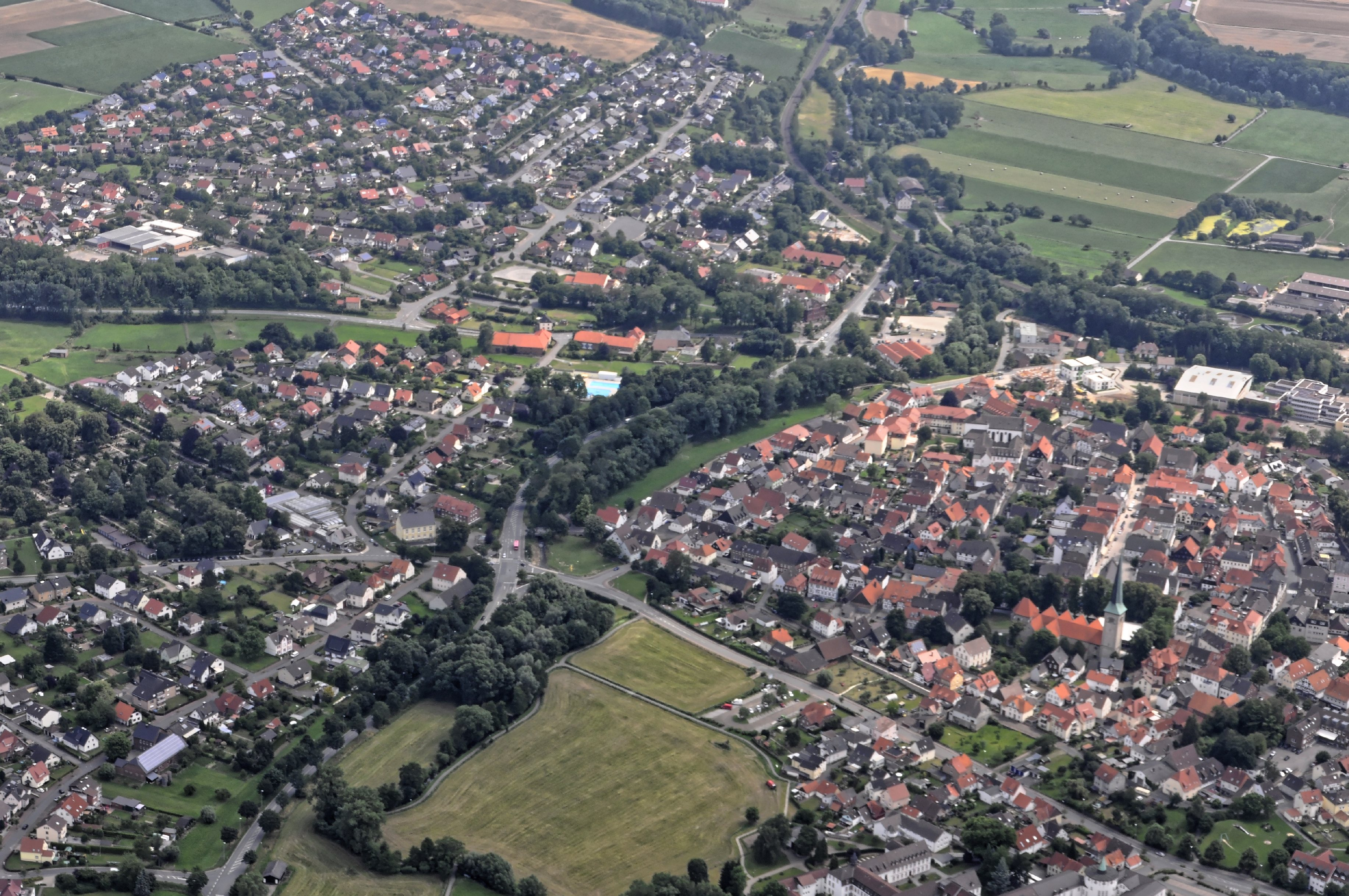
Luchtfoto van Brakel (2015)
Stadsdelen van Brakel

Brakel bestaat uit dertien stadsdelen; tussen haakjes het aantal inwoners per 31 december 2020, en het jaartal van de oudste schriftelijke vermelding:
- Auenhausen (115), Frohnhausen (299) en Hampenhausen (46), tezamen wel de Heggedörfer genoemd,  vormen samen 1 stadsdeel. Het zijn de hoogst gelegen plaatsjes van de gemeente Brakel (oudste vermelding: 1142-1147).
- Beller (207)
- Bellersen (669), een toeristisch dorpje in een beekdal aan de rand van een uitgestrekt bosgebied. Bellersen is het „Dorf B.“ in de novelle Die Judenbuche van de beroemde schrijfster Annette von Droste-Hülshoff.
- Bökendorf (747) (oudste vermelding: 965), met kasteel Schloss Bökerhof  en in de nabijheid daarvan een openluchttheater.
- Erkeln (552) (oudste vermelding: 9e eeuw), met in het dorp enige fraaie, schilderachtige vakwerkhuizen.
- Gehrden (828) (oudste vermelding: 868): gelegen in het dal van de Oese aan de oostflank van het Eggegebergte, toeristisch ontwikkeld.
- Hembsen (892) (oudste vermelding: 800, 1036: Hemadasson) in de bosrijke heuvels van de zgn. Nethegau.
- Istrup (678) (oudste vermelding: 1231), ten westen van Brakel, in het dal van een Aa geheten beek
- Rheder (280) (oudste vermelding: 1242), rondom het, door het roemruchte adellijke geslacht Von Mengersen, dat reeds vanaf de 12e eeuw met het dorpje verbonden is, bewoonde en uit 1750 daterende kasteel van die naam, met de in de regio beroemde, uit 1686 daterende bierbrouwerij, en een uit 1716 daterende barokke kerk, architect: Johann Conrad Schlaun.
- Riesel (565), bij een voormalige voorde door de beek Aa in de oude handelsroute Westfaalse Hellweg. Het plaatsje bestond reeds voor de tijd van Karel de Grote.
- Schmechten (213) (oudste vermelding: 826)
- Siddessen (410) (oudste vermelding: 1015)
- Brakel-stad (Kernstadt) 9.665.
- verschil op de gemeentewebsite tussen het inwonertal van ieder stadsdeel enerzijds, en het vermelde totaal anderzijds, onverklaard: 49 personen.

Totaal aantal inwoners van de gehele gemeente: 16.215. Of dit aantal in- of exclusief tweede-woningbezitters is, is niet vermeld.

### Wapensvan de stadsdelen van Brakel

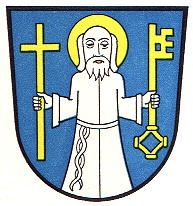
Gehrden
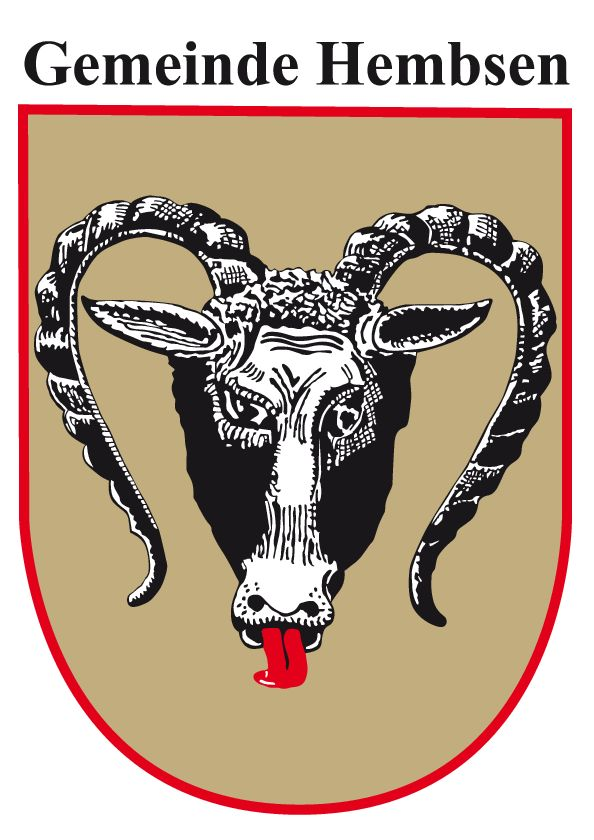
Hembsen

## Ligging en infrastructuur
Gehrden, Siddessen, Rheder, Riesel, Brakel-stad, Erkeln, Beller en Hembsen liggen aan het riviertje de Nethe (volgorde stroomafwaarts). De Nethe neemt in de gemeente diverse zijbeken op. Al deze waterlopen zijn niet bevaarbaar, maar met name van belang vanwege hun ecologische waarde (het gehele Nethedal staat onder Natura 2000- natuurbescherming) en voor de waterhuishouding. Een tamelijk groot percentage van de bodems in het gemeentegebied bestaat uit kalksteen, daterend uit de geologische periode Trias. Met name in en bij beekdalen is deze bedekt met vruchtbare lösslagen.

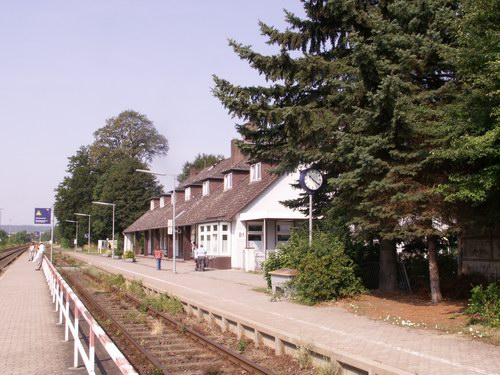
Station Brakel

De dichtstbij gelegen grote stad is Paderborn, 34 km ten westen van Brakel. Voor de buurgemeenten zie het kaartje rechtsboven: zij liggen alle, evenals Brakel zelf, in de Kreis Höxter. De stad Höxter ligt circa 21 km ten noordoosten van Brakel.
Direct ten zuidwesten van de stad Brakel kruisen de Bundesstraße 64 en de Bundesstraße 252 elkaar.
Brakel heeft een station aan een in 1864 aangelegde spoorlijn naar station Altenbeken (Spoorlijn Langeland - Holzminden); een stationnetje te Hembsen aan deze lijn is in het begin van de 21e eeuw verwijderd. Het openbaar vervoer per bus is in de gemeente van weinig betekenis.

## Economie
Brakel bezit een zeer gevarieerde industrie en nijverheid, die echter in het algemeen beperkt is tot kleine of middelgrote bedrijven van niet meer dan regionale betekenis. Van groter belang (600 medewerkers) is Franz Schneider Brakel, een ook in Nederland en België bekende fabrikant van deurkrukken en raam- en deurbeslag, vaak door beroemde designers ontworpen. Dit bedrijf beschikt in zijn gebouwen over een eigen bedrijfsmuseum met extra aandacht voor het door de onderneming toegepast design. Ook een onderneming, die beschermlagen voor microfoons en soortgelijke apparatuur fabriceert en verhandelt, is nog vermeldenswaard. Een uitgestrekt bedrijventerrein ligt aan de zuidwestkant van Brakel-stad, tussen de spoorlijn en de B 64. In Istrup zijn relatief veel bouwbedrijven gevestigd. In het dorpje Beller is een klein, ambachtelijk werkend aannemersbedrijf gevestigd, dat in geheel Noord-Duitsland beroemd is, omdat zijn bouwvakkers bij uitstek deskundig zijn in het restaureren van monumentale, historische gebouwen.
De stad bezit een Amtsgericht en heeft een eigen ziekenhuis, waar de medische disciplines orthopedie en reumatologie op de voorgrond staan. In Auenhausen staat sedert 1955 een (tot 1960 Brits) militair antenne-array radarstation, type GM 406F ten behoeve van de luchtafweer van de Bundeswehr.
Vanwege de bezienswaardigheden en het natuurschoon in de omgeving is het toerisme in de gemeente niet onbelangrijk.

## Geschiedenis

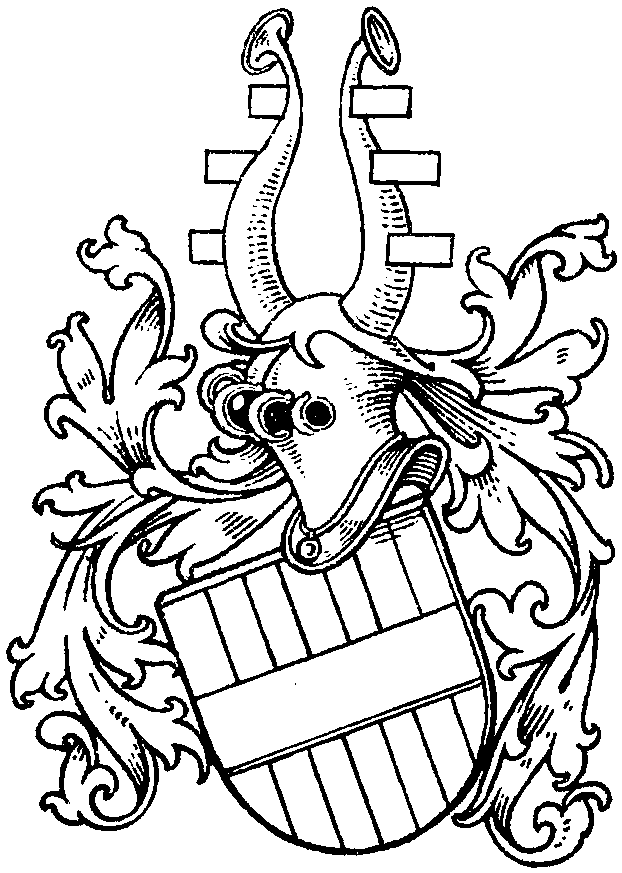
Wapen van het adellijke geslacht Von Brakel

Brakel-stad wordt in 836 als Villa brechal voor het eerst in een document vermeld. In de 12e eeuw vestigden zich hier edellieden uit het geslacht Von Brakel. Zij waren vazallen van de landheren, de bisschoppen van Paderborn. Brakel ligt op de kruising van twee oude handelsroutes, waaronder de west-oost verlopende Westfaalse hellweg. Wanneer het Stadsrechten verkreeg, is niet zeker; één bron vermeldt het jaar 1229. Wel is zeker, dat Brakel reeds in de 14e eeuw deel uitmaakte van de Hanze. In die eeuw waren Brakel, Paderborn zelf, Warburg en Borgentreich de vier belangrijkste steden van het Prinsbisdom Paderborn.
In de 15e eeuw werd aan de rand van de stad een nonnenklooster (Mariae Opferungsthal) gesticht, dat in de vroege 19e eeuw geseculariseerd werd. In 1812 kocht een vroom katholieke en rijke edelman het gebouwencomplex en stichtte er uit liefdadigheid een ziekenhuis, een weeshuis en een meisjesschool. In 1832 werd het complex geheel tot katholieke onderwijsinstelling met internaat omgevormd. In 1975 werden voor het eerst jongens tot de school toegelaten. Daarna werd de instelling verder gemoderniseerd tot het huidige, aan het aartsbisdom Paderborn toebehorende  complex Schulen der Brede, met in 2019 circa 1.250 leerlingen. Deze katholieke, door de overheid erkende, school voor voortgezet en MBO-onderwijs heeft een uitstekende reputatie, o.a. met betrekking tot de kwaliteit van het onderwijs en het tegengaan van racisme onder tieners.
Vanaf de middeleeuwen tot aan de Napoleontische tijd behoorde de gehele streek tot het Prinsbisdom Paderborn. Consequentie hiervan was, dat de Reformatie in de 16e eeuw slechts een beperkt effect (van 1560-1611 was de stad tijdelijk protestants) op de religieuze gezindheid van de bevolking had. Tot op de huidige dag is meer dan twee-derde van alle christenen in de gemeente Brakel rooms-katholiek.  Na 1815 kwam Brakel in het Koninkrijk Pruisen te liggen, dat in 1871 opging in het Duitse Keizerrijk.
In 1770 liet de adellijke familie Von Haxthausen bij Bökendorf kasteel Bökerhof bouwen. Rond 1810, ten tijde van de culturele stroming der Romantiek, was heer Werner von Haxthausen in dit kasteel gastheer van een belangrijke literaire kring, die tot omstreeks 1825 bleef bestaan. Bekende schrijvers en dichters als de gebroeders Grimm, Clemens von Brentano, Annette von Droste-Hülshoff en anderen maakten daar deel van uit. 
De industrialisatie begon rond 1862. In 1864 kwamen zowel de spoorlijn naar Altenbeken als de straatweg, die tegenwoordig de Bundesstraße 64 is, gereed, waarmee snellere verbindingen met steden verderop mogelijk waren. De Tweede Wereldoorlog verliep voor Brakel zonder oorlogsschade van betekenis.
Tussen 1966 en 1995 was Brakel de regimentstad van het Belgische 43A luchtdoelartilleriebataljon ( HAWK): de Wm Maenhoutkaserne met batterijen te Tietelsen (A), Bosseborn (B), Willebadessen (C) en Bad Driburg (D).

### Gehrden
Gehrden ontstond na 868 uit de dorpjes Nord- en Südgehrden. In 1141 (of een jaar later) werd er een belangrijk nonnenklooster van de benedictinessen gesticht, dat uitgestrekte landerijen verwierf. De bijbehorende grote kloosterkerk (verreweg het belangrijkste gebouw van het plaatsje) is vanwege haar kerkklokken in geheel Noordrijn-Westfalen bekend. Gehrden verkreeg in 1319 stadsrechten, maar die zijn blijkbaar later ingetrokken. In de 18e eeuw verkreeg Gehrden weer beperkt stadsrecht , en wel de status van Pruisische Titularstadt. In de 19e eeuw was het enige tijd hoofdplaats van een gemeente en zelfs tijdelijk van een Amt. Gehrden is tot circa 1970 in feite steeds meer een boerendorp dan een echt stadje geweest. Na 1975 werd het plaatsje toeristisch ontwikkeld, o.a. door de aanleg van een vakantiehuisjespark,  een minigolfbaan e.d.. Gehrden mag zich staatlich anerkannter Erholungsort noemen.

## Bezienswaardigheden
- In de gemeente staan talrijke kastelen en landhuizen. Doorgaans zijn deze privé bewoond en niet voor bezichtiging opengesteld. Vaak zijn de omliggende kasteeltuinen of -parken wel voor wandelaars opengesteld:
  - Kasteel Rheder: De voorburg (groep bijgebouwen voor het kasteel) is te bezichtigen; hier bevindt zich een museum over huzaren. In het 8 ha grote kasteelpark een in 2003 van 50 gevelde bomen gemaakt, kunstwerk van de hand van de Amerikaanse kunstenares Jenny Holzer.
  - Kasteel Bökerhof bij Bökendorf: van 1995-2012 bekend vanwege een literatuurmuseum; sedertdien is alleen het kasteelpark nog toegankelijk. Dicht bij dit kasteel bevindt zich een bekend openluchttheater met 1000 zitplaatsen op een overdekte tribune.
  - Kasteel Hinnenburg, fraai gelegen op een heuveltop in de bossen enkele kilometers ten noorden van Brakel, in de middeleeuwen residentie van de Heren Von Brakel, in zijn huidige vorm 17e- en 18e-eeuws, in 1910 en 1934 door branden beschadigd, rondom het kasteel loopt een wandelpad.
- In de gemeente zijn verscheidene, in het algemeen kleine en beperkt toegankelijke, musea gevestigd, o.a. in Brakel-stad, Erkeln en Bellersen[6] zijn kleine streekmusea (Heimatmuseen) te vinden. In de pastorie van Gehrden is een historische verzameling kazuifels en ander liturgische gewaden te bezichtigen. Zie ook hierboven onder economie: FSB-museum (design).
  - Sedert 2018 is in Brakel een 675 m2 grote modelspoorbaan (schaal 1:87) te zien, die veel bezoekers uit geheel Noordrijn-Westfalen trekt.
- Brakel is rijk aan cultuurhistorisch interessante gebouwen:
  - Kerken (tenzij anders aangegeven, zijn dit rooms-katholieke kerkgebouwen):
    - De St. Michaëlskerk te Brakel uit de 12e-15e eeuw, in de 19e en 20e eeuw gerenoveerd, met rijk barok interieur.
    - De Kapucijnerkerk te Brakel werd naar ontwerp van de beroemde barokarchitect Johann Conrad Schlaun (deze kerk was zijn eerste ontwerp) in 1718 voltooid. Van 1833 tot 1912 werd deze kerk door zowel katholieke als evangelisch-lutherse christenen gebruikt.
    - De St. Petrus- en Pauluskerk te Gehrden, gebouwd als romaanse kloosterkerk in 1180, in de 19e en 20e eeuw diverse malen ingrijpend verbouwd of gerenoveerd, bevat een retabel uit 1682, een Maria-altaar uit de late 17e eeuw, en een modern orgel, met daaromheen delen van een 17e-eeuwse orgelkast. De kerk heeft liefst 9 kerkklokken, waarvan er nog 6 bruikbaar zijn. De kerk behoort bij het voormalige Klooster Gehrden. De kloostergebouwen bestaan nog. Er is een hotel met de naam Schloss Gehrden in gevestigd.
    - Het in 1749 voltooide St. Meinolfkerkje te Bellersen, met fraai barok interieur
    - De St. Pieters-Bandenkerk (1723) te Erpeln, eveneens met fraai barok interieur
    - De St. Catharinakerk te Rheder, eveneens met fraai barok interieur

  - Overige gebouwen:
    - Het 13e-eeuwse stadhuis te Brakel aan het marktplein, waarlangs ook nog enige oude vakwerkhuizen staan
    - De Oude Waag (1350) te Brakel, met zittingszaal voor de gemeenteraad, het gemeentearchief en een expositieruimte (wisseltentoonstellingen van werk door hedendaagse kunstenaars uit de regio)
    - Enige fraaie vakwerkhuizen te Brakel zelf, o.a. aan de straat Wolfskuhle, en te Gehrden
- Natuurschoon:
  - Enkele beekdalen in de gemeente zijn natuurreservaat; beperkt toegankelijk
  - Fraaie bossen met goede wandelmogelijkheden, o.a. tussen Bellersen en Brakel-stad
  - In het stadje ligt rondom een zwavelhoudende bron het 18 hectare grote Kurpark Kaiserbrunnen; een echt kuuroord is Brakel nooit geworden.

## Belangrijke personen in relatie tot de gemeente
- August Franz baron (Freiherr) von Haxthausen (* 3 februari 1792 te Bökendorf, gem. Brakel; † 31 december 1866 in Hannover), econoom en landbouwdeskundige, tevens jurist, schrijver en verzamelaar van sprookjes en volksvertelsels ten behoeve van de gebroeders Grimm.
- Thilo  Graf von Rothkirch, Freiherr von Trach (* 23 oktober 1948 in Brakel; † 9 juni 2014 in Berlijn) filmproducer en -regisseur, vooral bekend van veel bekende Duitse kinderfilms uit de periode 2002-2013; hij verfilmde o.a. de werken Kleine Dodo en Kleine IJsbeer van de Nederlandse kinderboekenschrijver Hans de Beer.
- Joachim von Braun (* 10 juli 1950 in Brakel), Duits geleerde op het gebied van agrarische economie en ontwikkeling, sedert 2017 voorzitter van de Pauselijke Academie voor de Wetenschappen, tevens leider van een speciaal research-instituut in zijn vakgebied aan de Universiteit van Bonn en voorzitter van de Duitse charitatieve organisatie Welthungerhilfe, die wereldwijd hongersnood beoogt te bestrijden.
- Claus-Dieter Wollitz (Brakel, 19 juli 1965), voormalig profvoetballer, daarna voetbalcoach. Ook zijn iets minder bekende broer Michael (28 maart 1961), die in de jaren 1980 als verdediger bij o.a. Arminia Bielefeld, 1. FC Köln en Schalke '04 speelde, werd in Brakel geboren.

## Afbeeldingen

### Kerkgebouwen e.d.

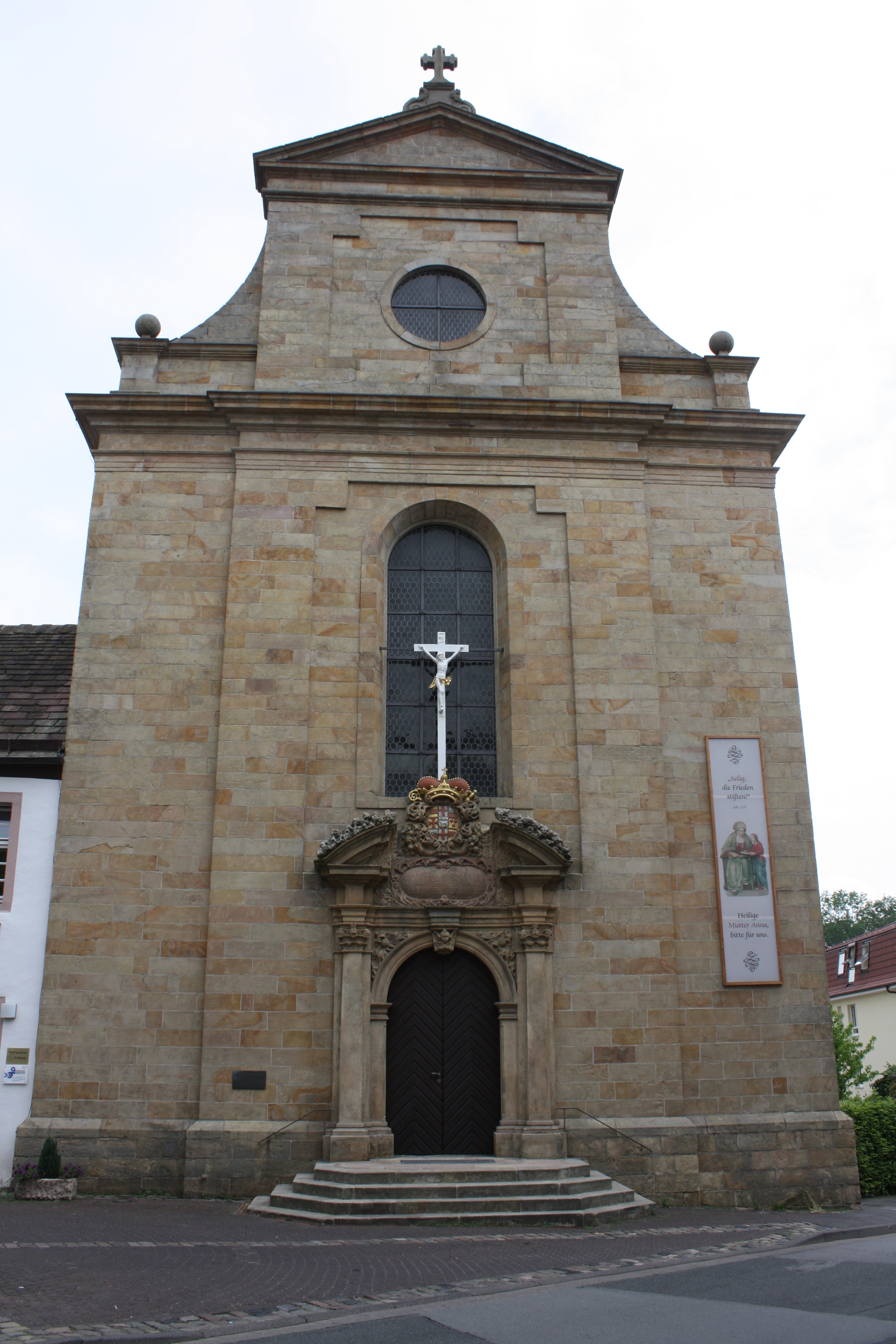
Kapucijnerkerk, Brakel
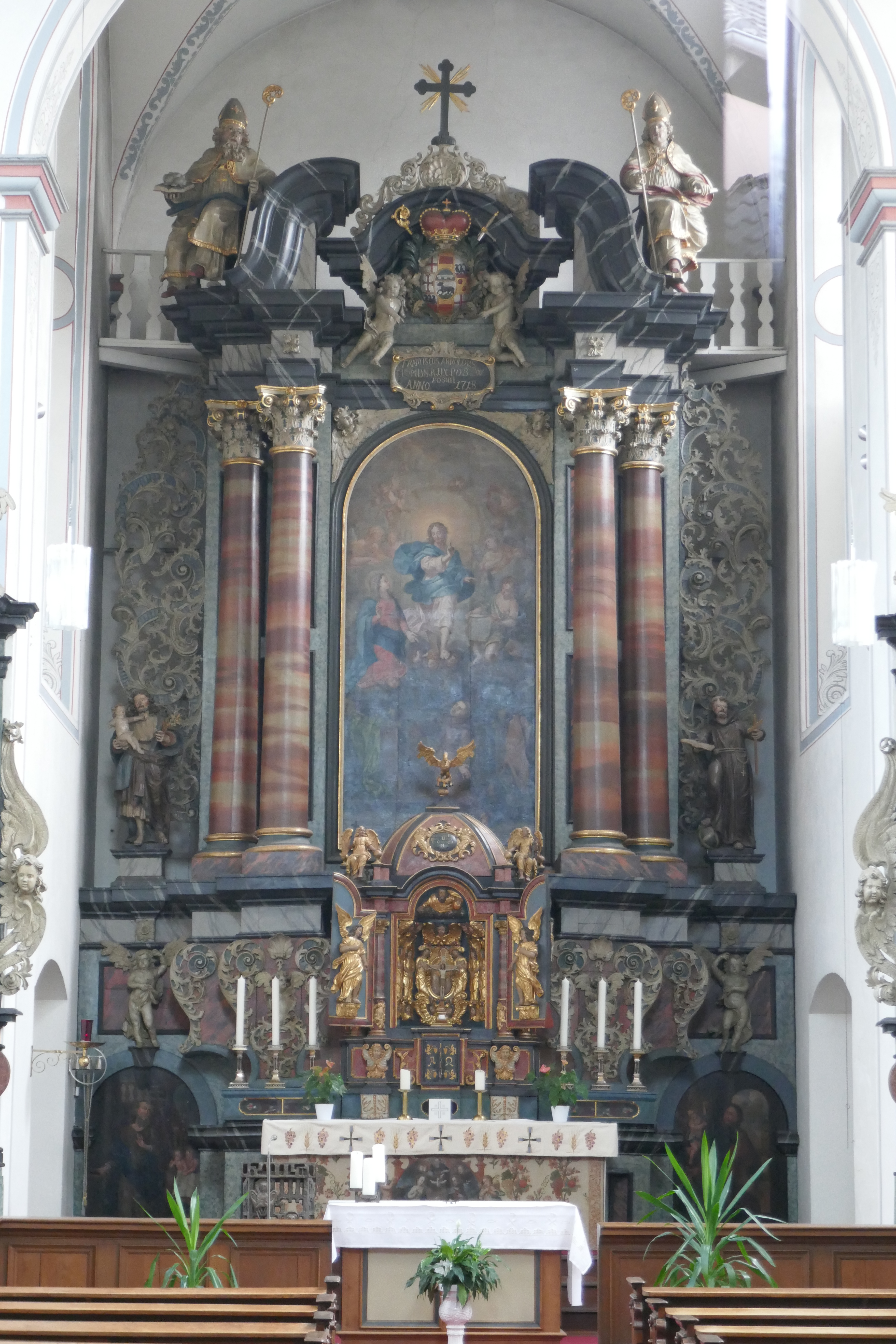
Monumentaal barok hoogaltaar in deze kerk
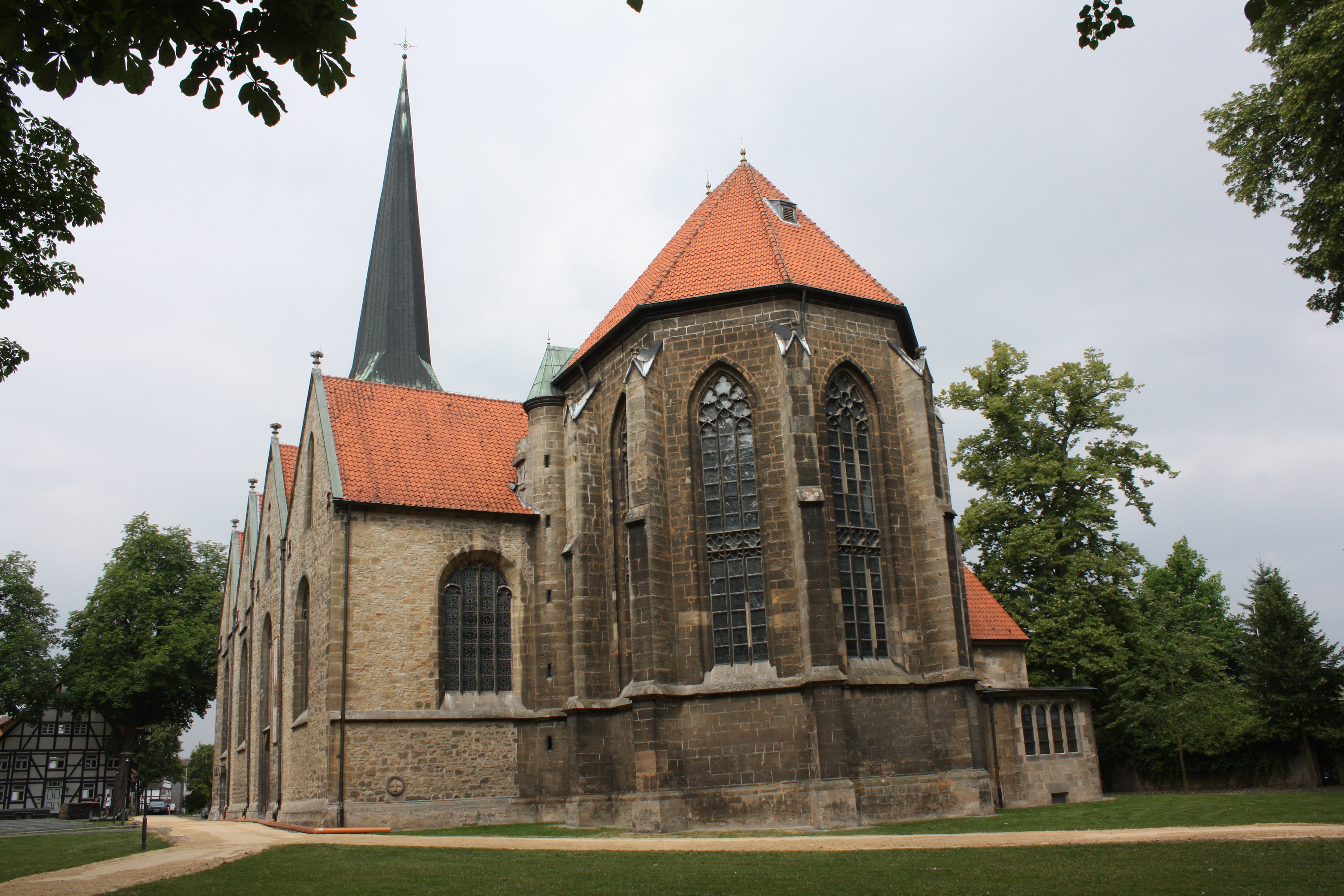
Koor van de St. Michaëlskerk, Brakel
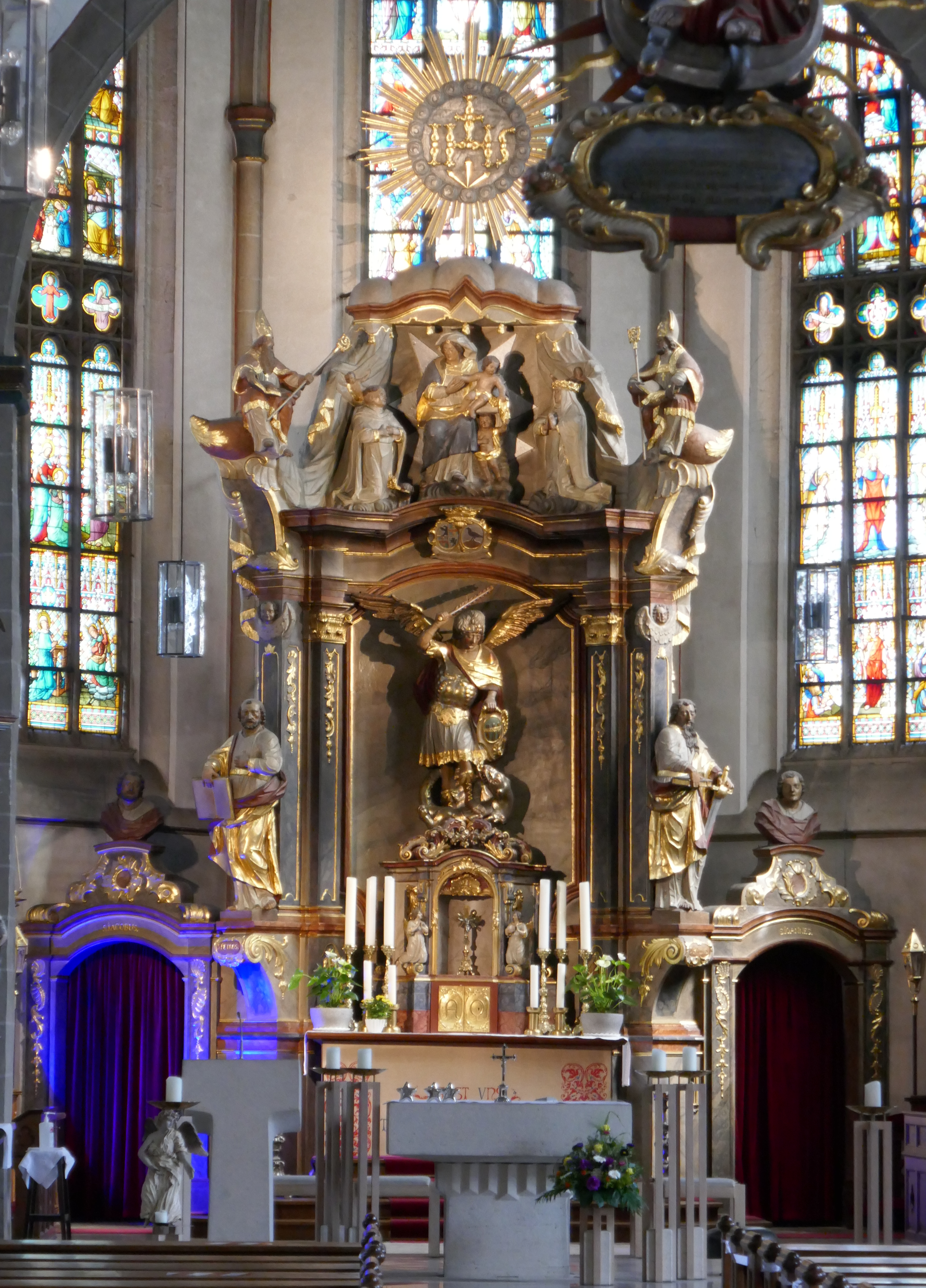
Barok hoogaltaar (1748) in deze kerk
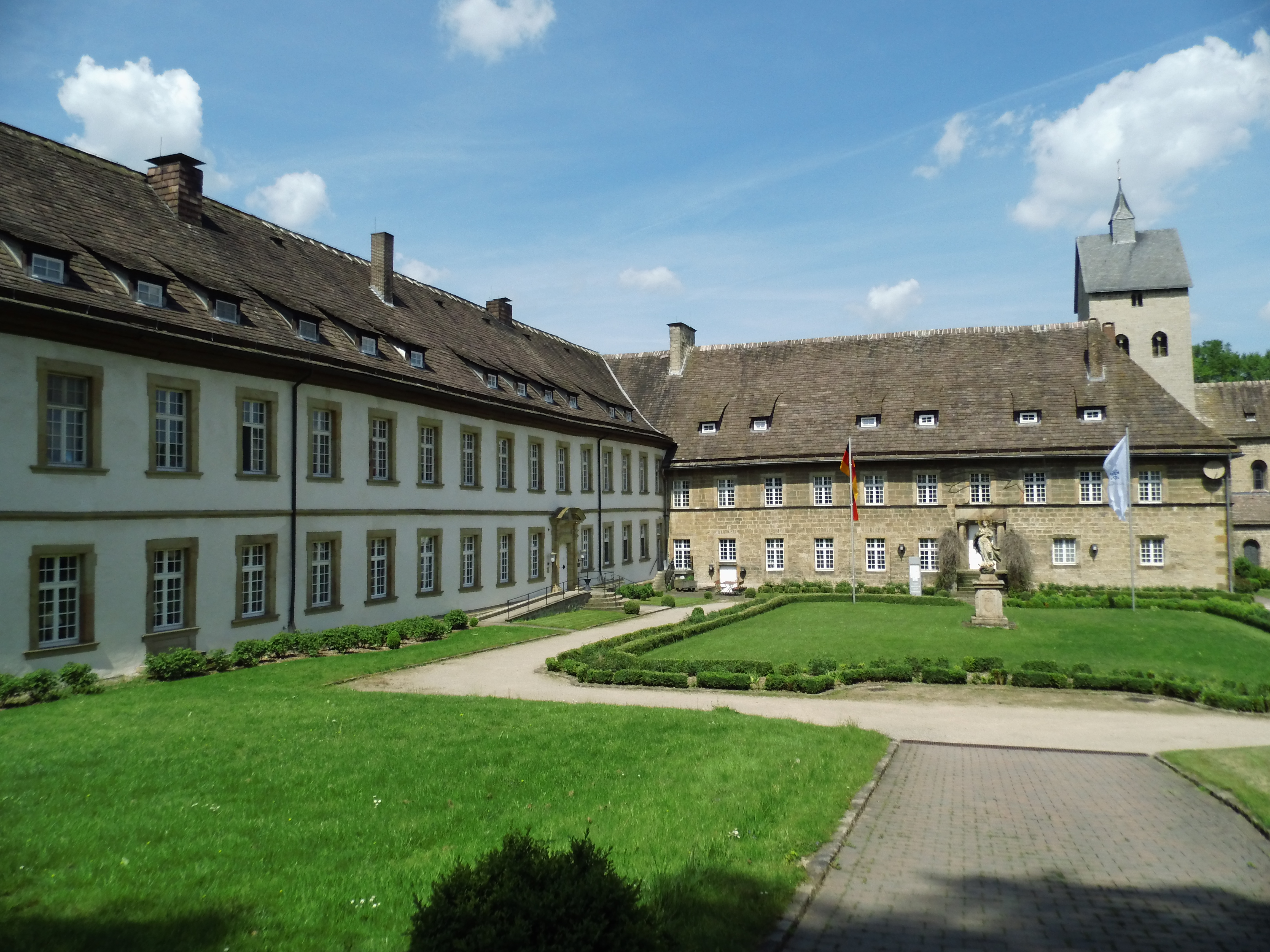
Voormalig klooster, Gehrden
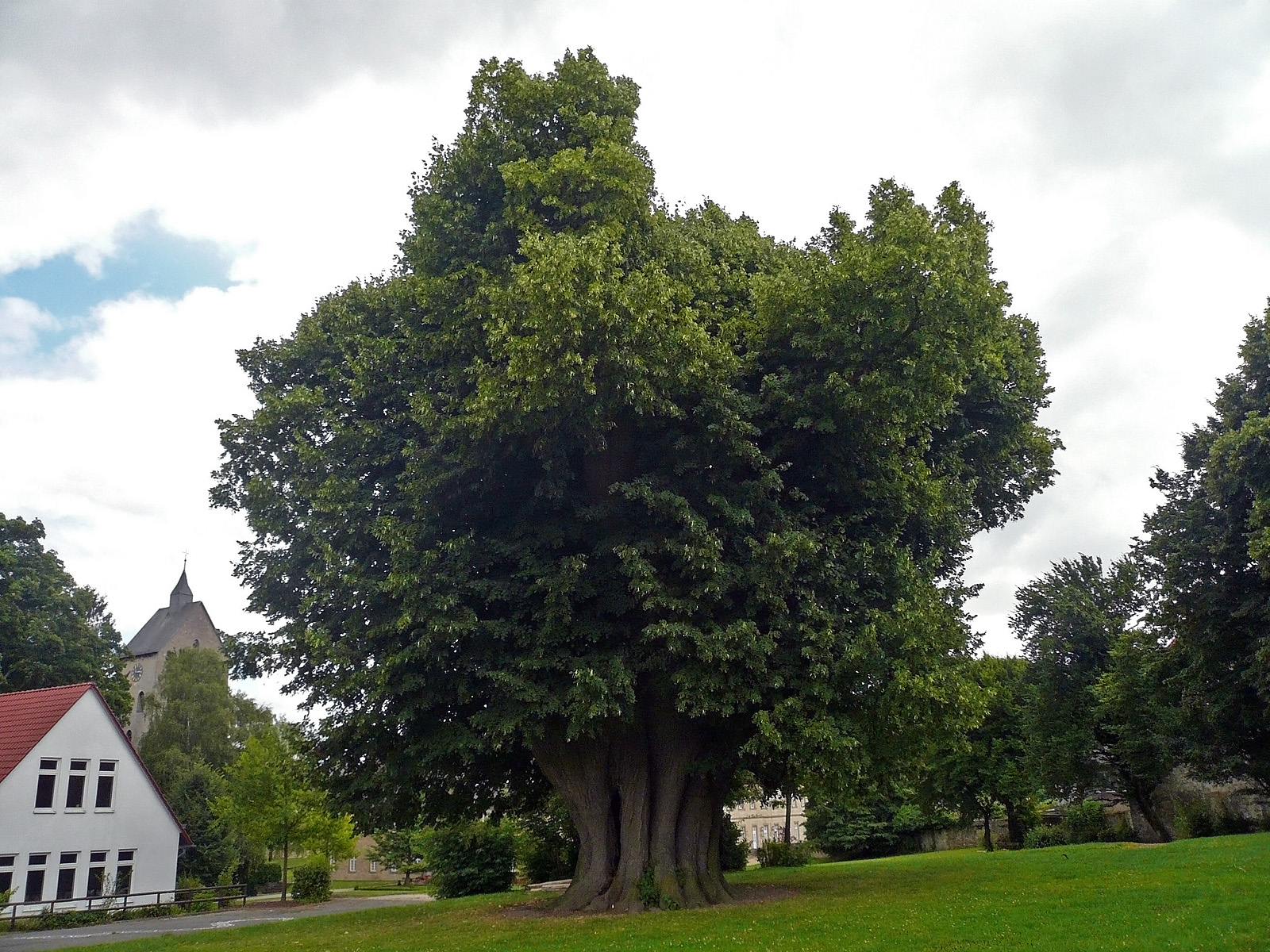
Monumentale winterlinde (12-Aposteln-Linde; trouwlocatie!) in de tuin van dit klooster
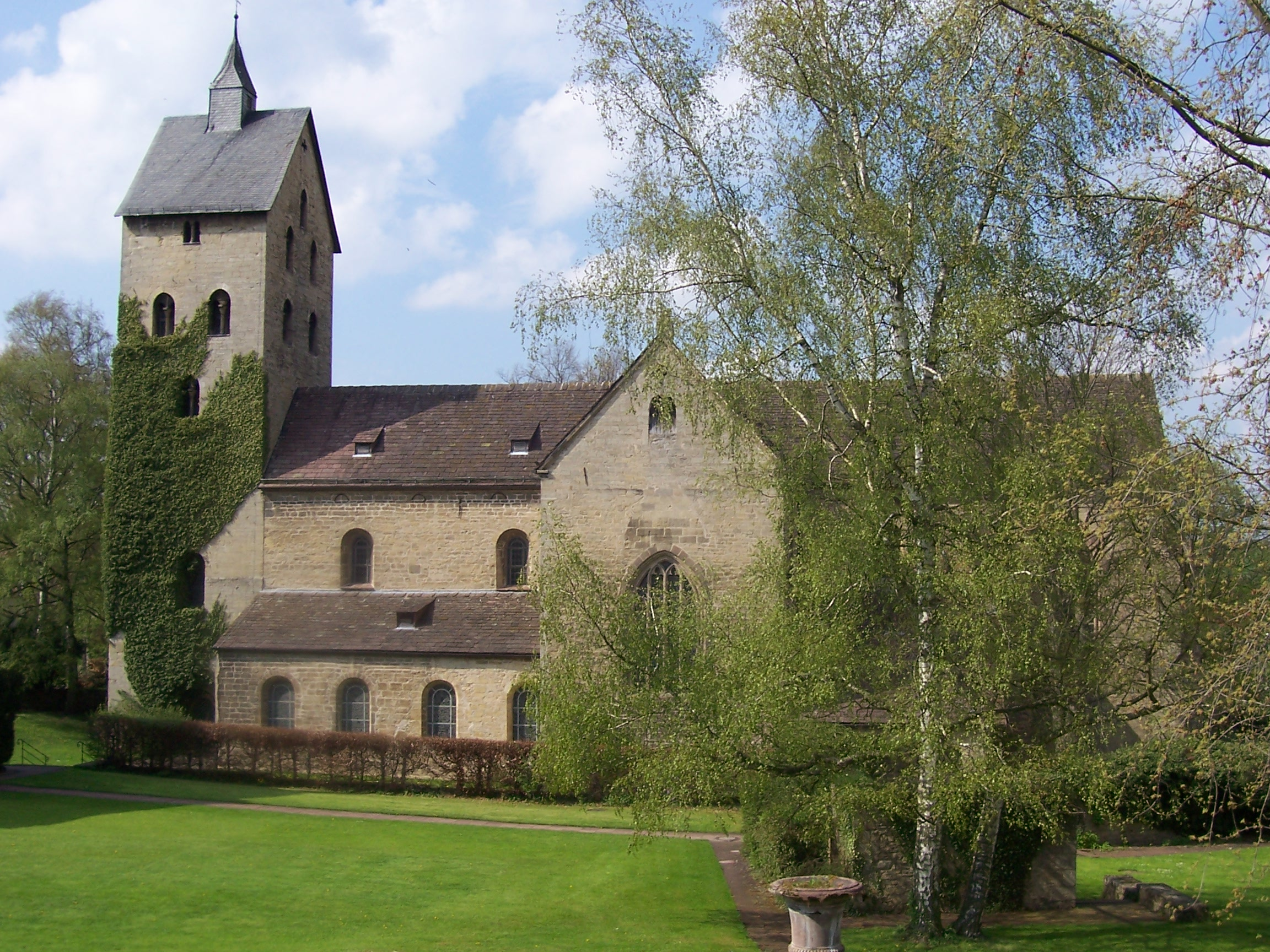
St. Petrus- en Pauluskerk, Gehrden
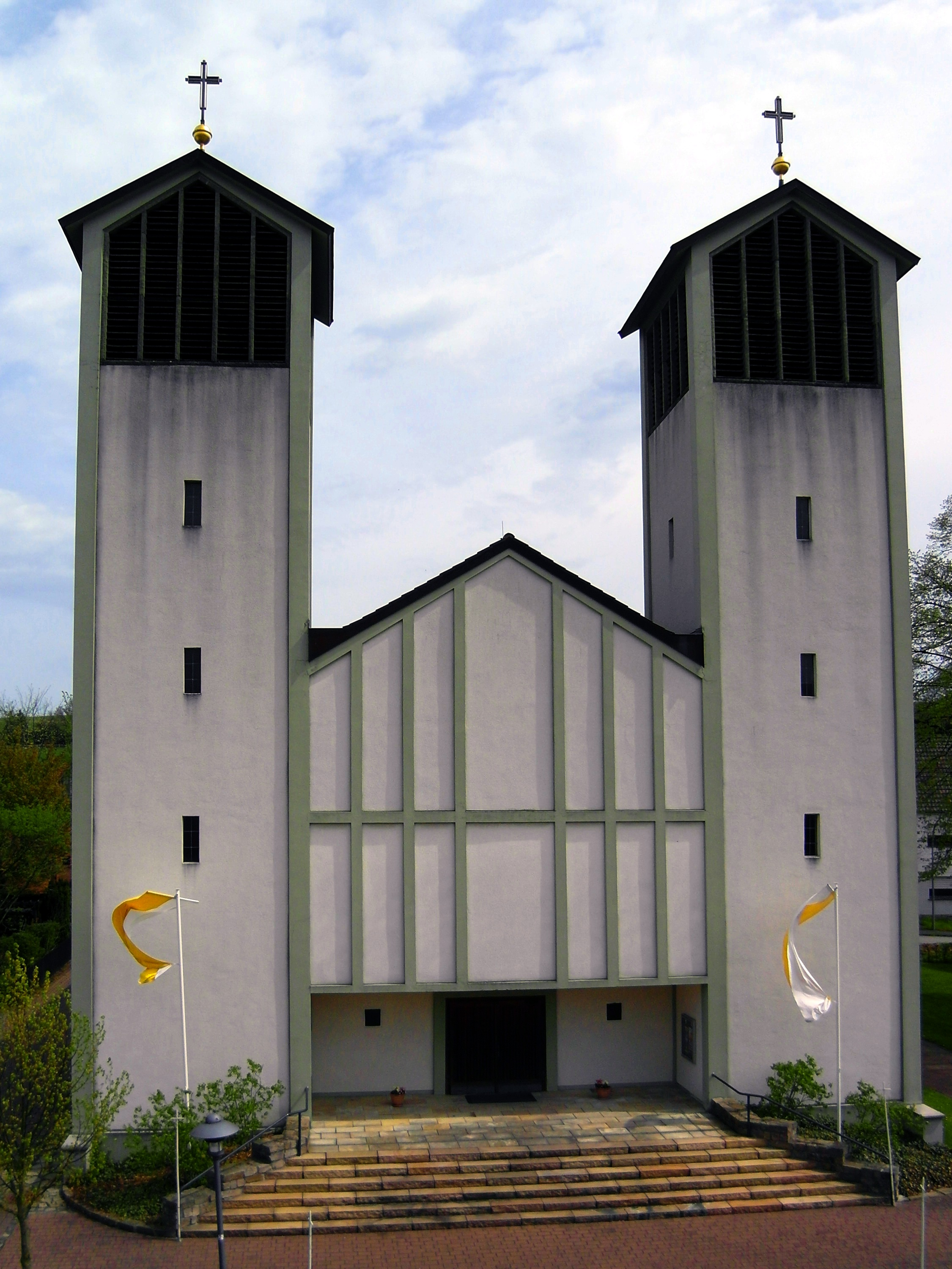
R.K. Johannes Nepomukkerk (1964), Bökendorf
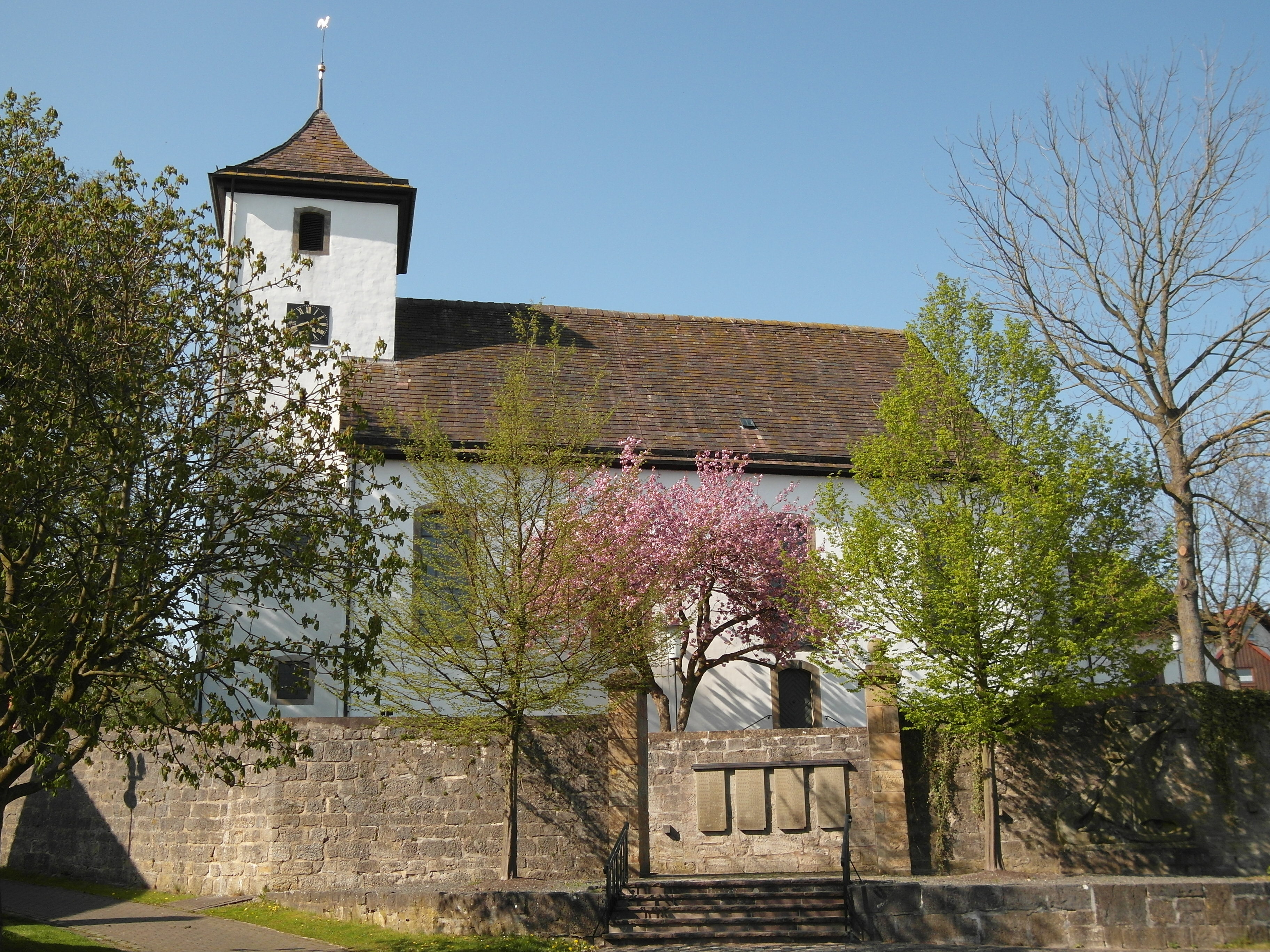
St. Meinolfkerk, Bellersen
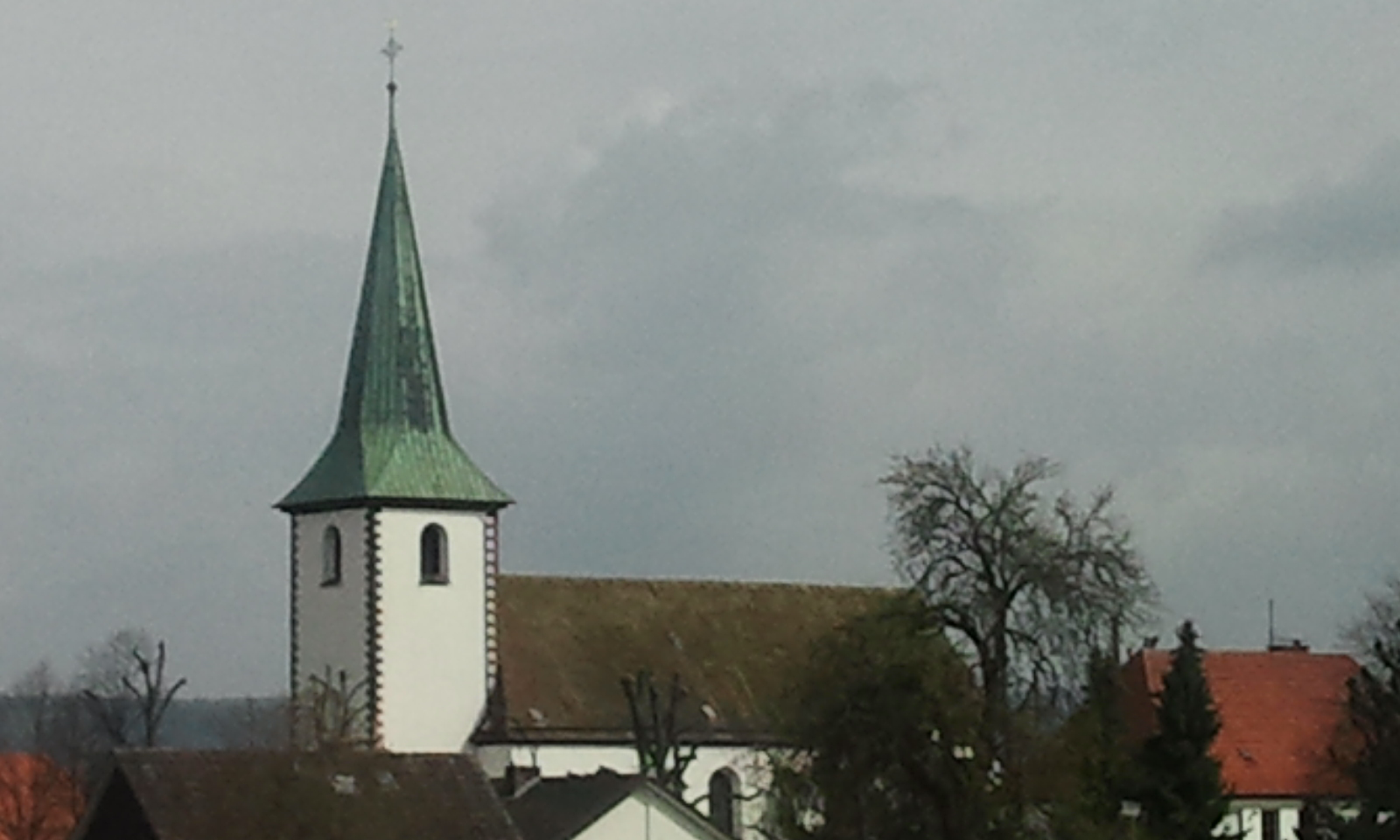
St. Pieters-Bandenkerk, Erpeln
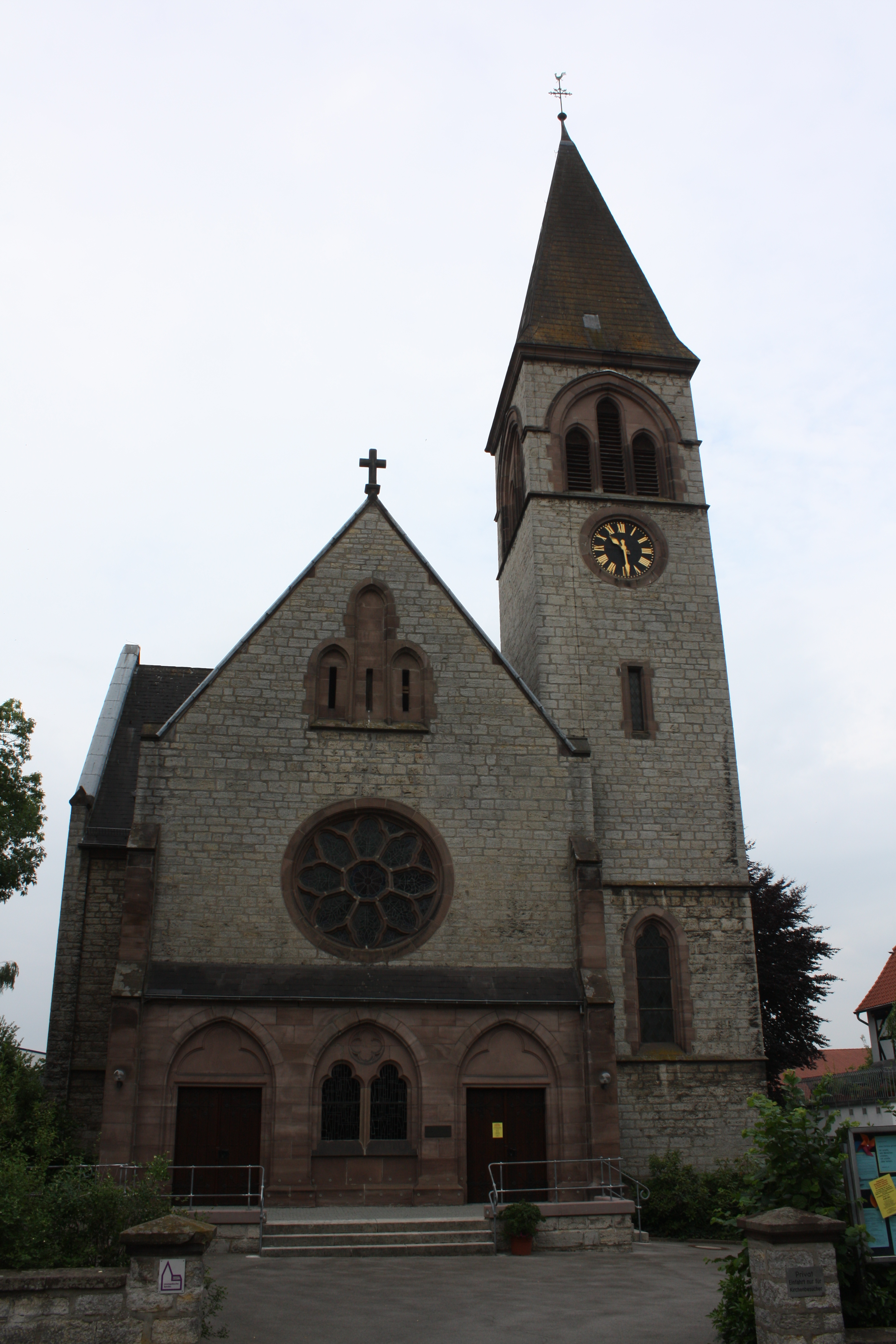
Evang.- lutherse Opstandingskerk, Brakel

### Kastelen

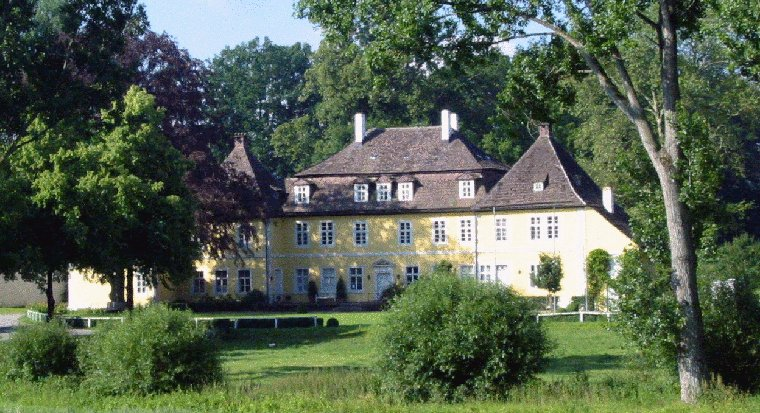
Kasteel Bökerhof, Bökendorf
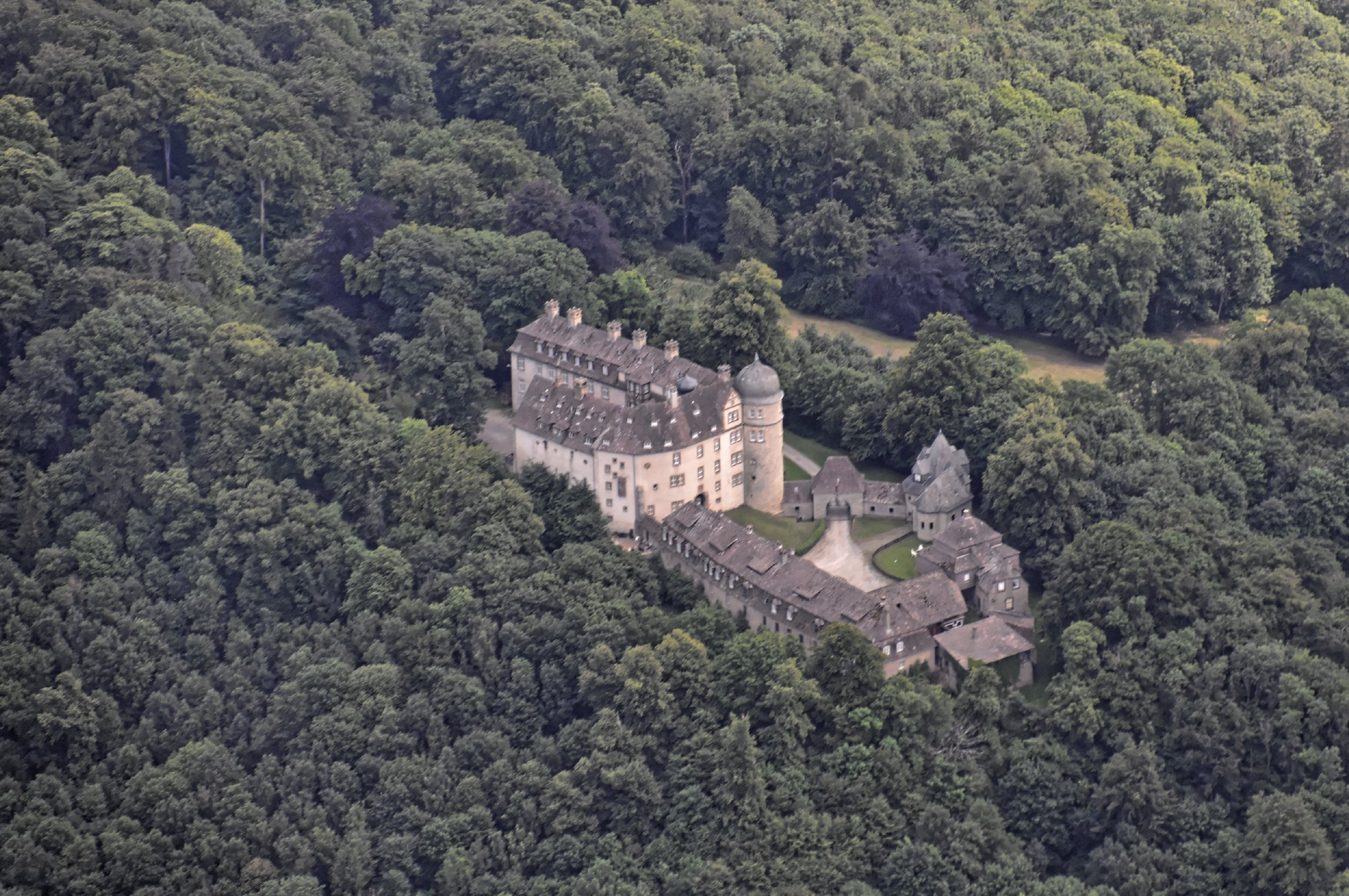
Kasteel Hinnenburg
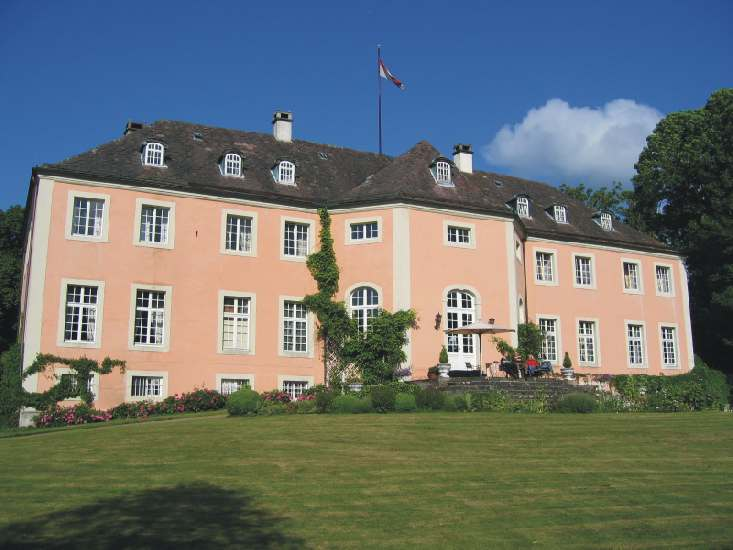
Kasteel Rheder

### Overige

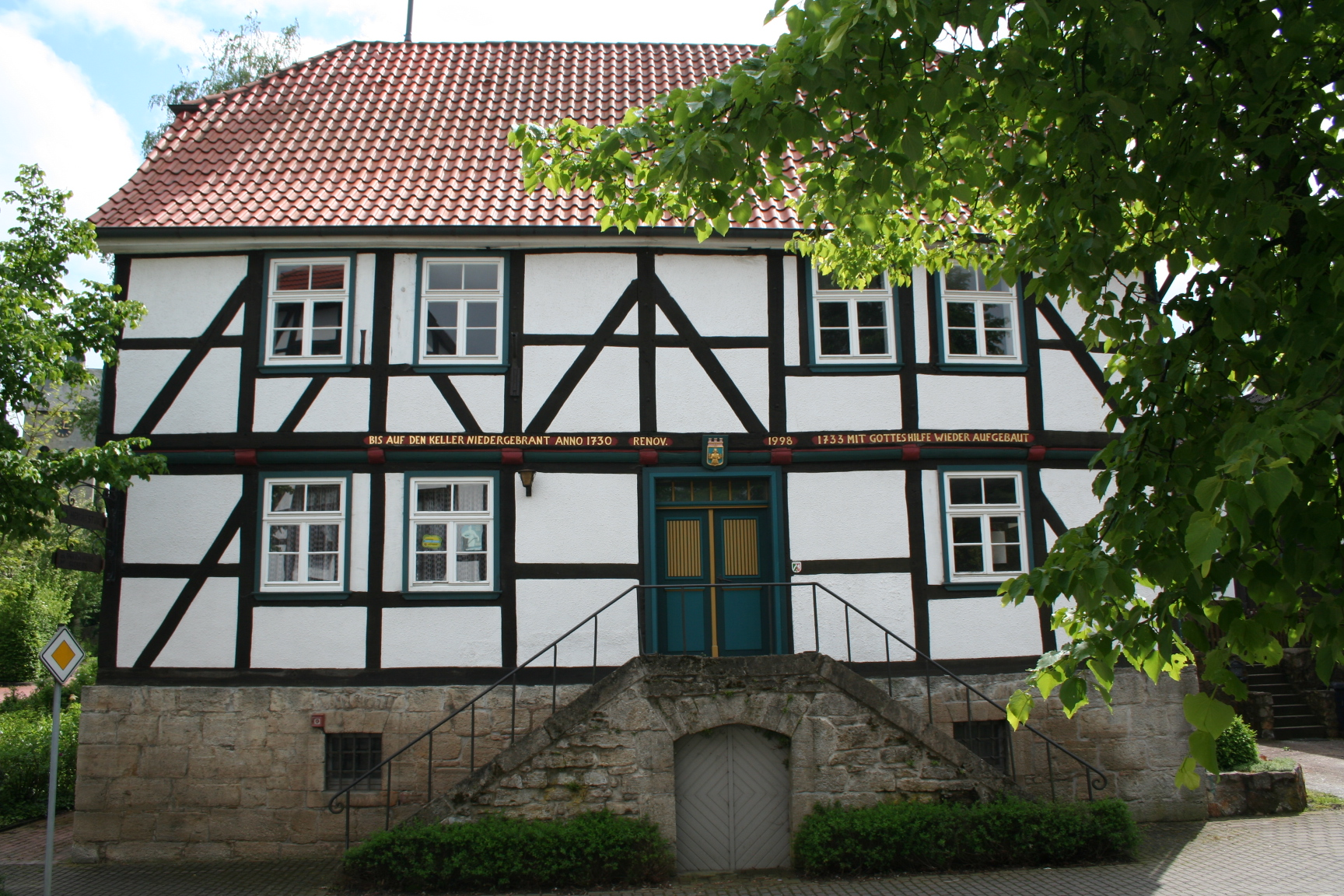
Voormalig stadhuis (1733) van Gehrden
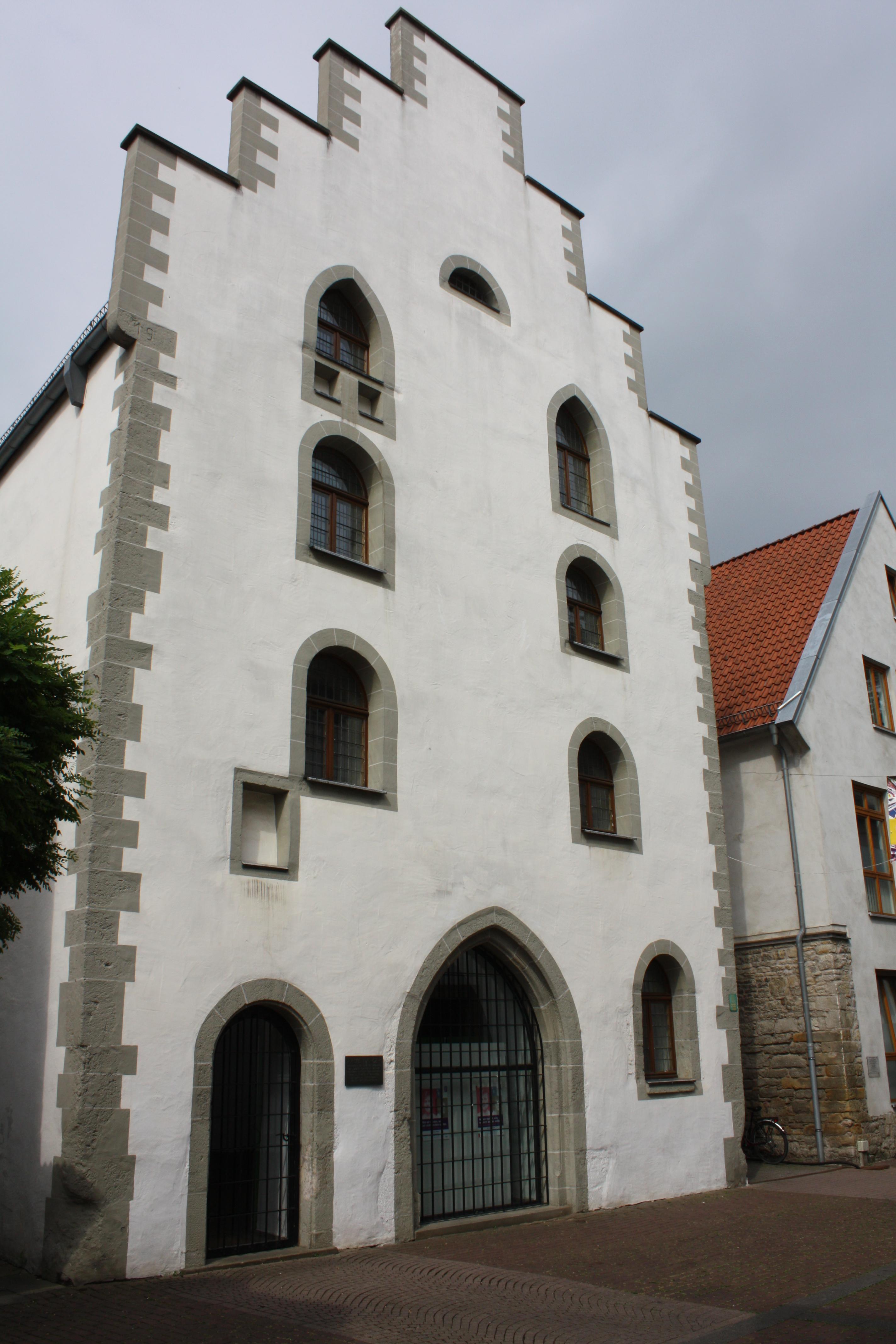
Oude Waag, Brakel
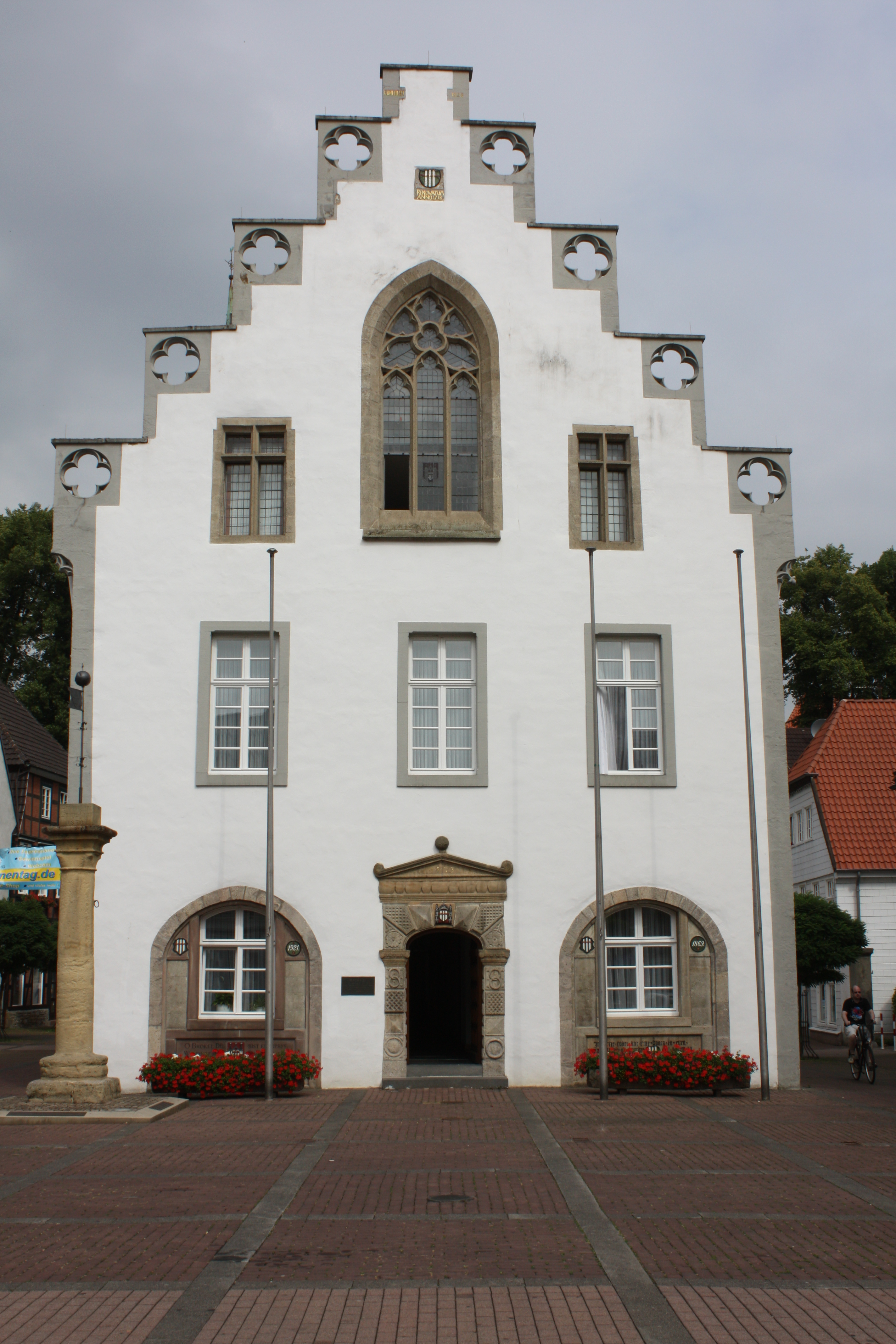
Stadhuis, Brakel
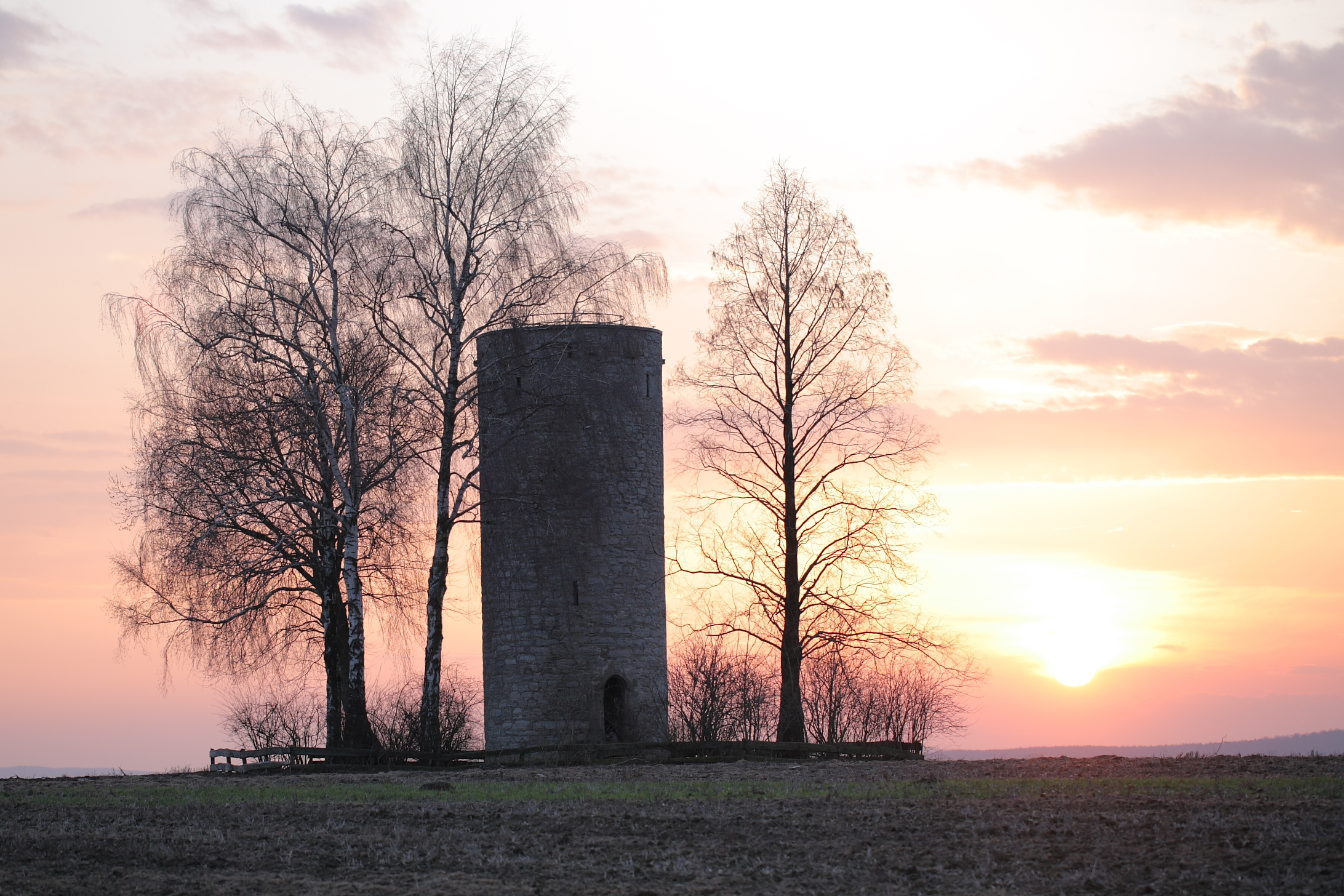
Uitzichttoren Modexer Turm (oorspronkelijk 1383) ten NO van Brakel
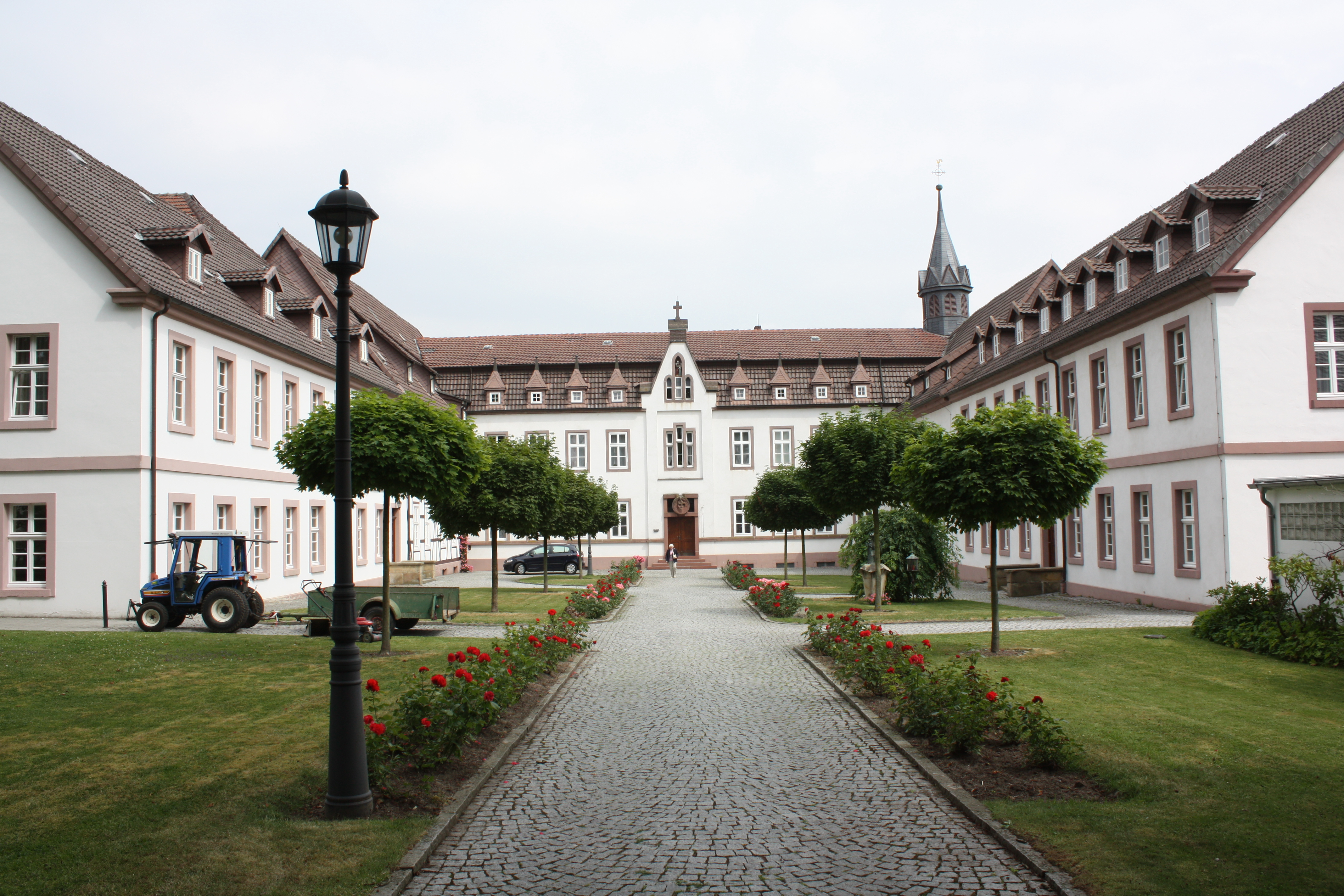
Schulen der Brede, Brakel (1)
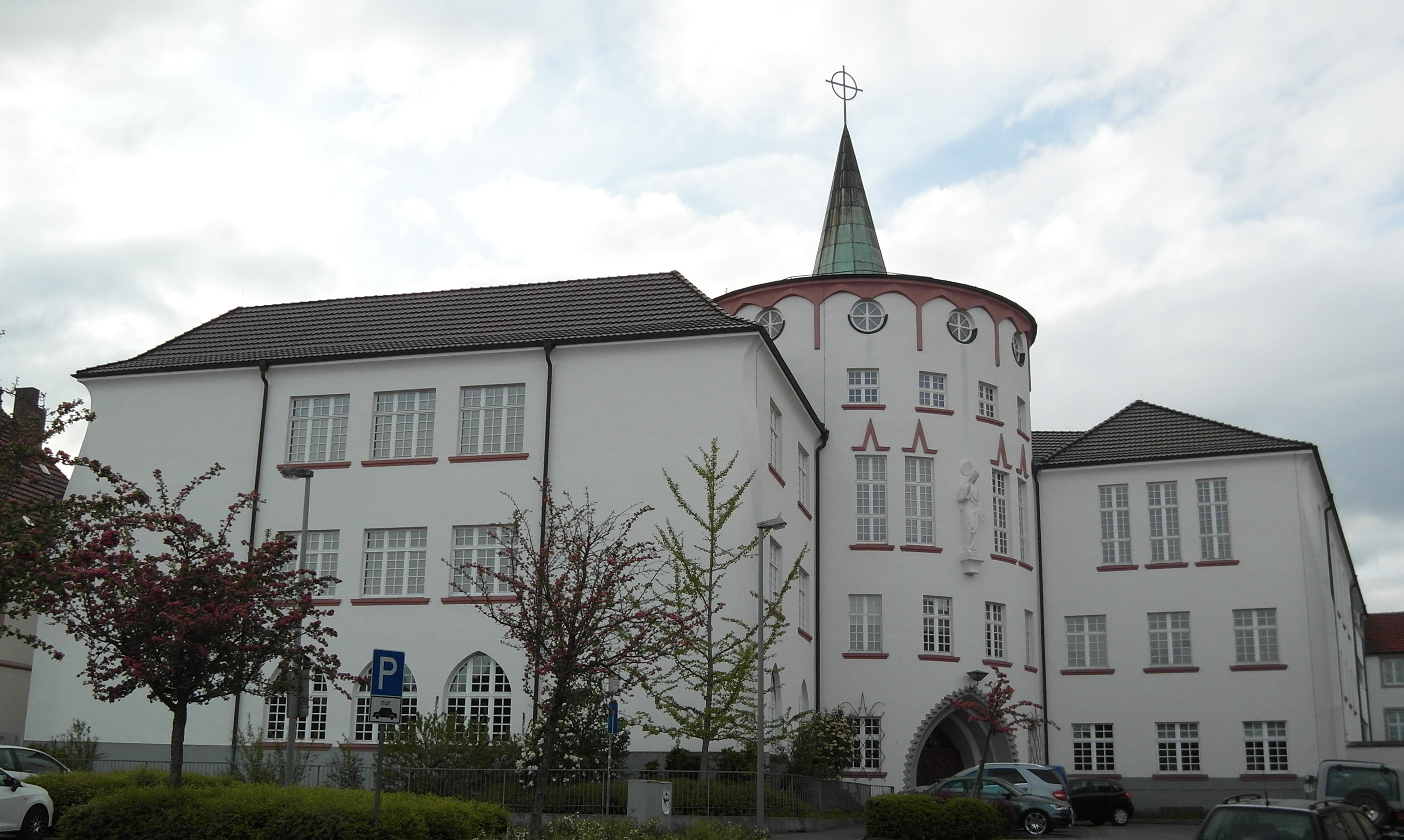
Schulen der Brede, Brakel (2)
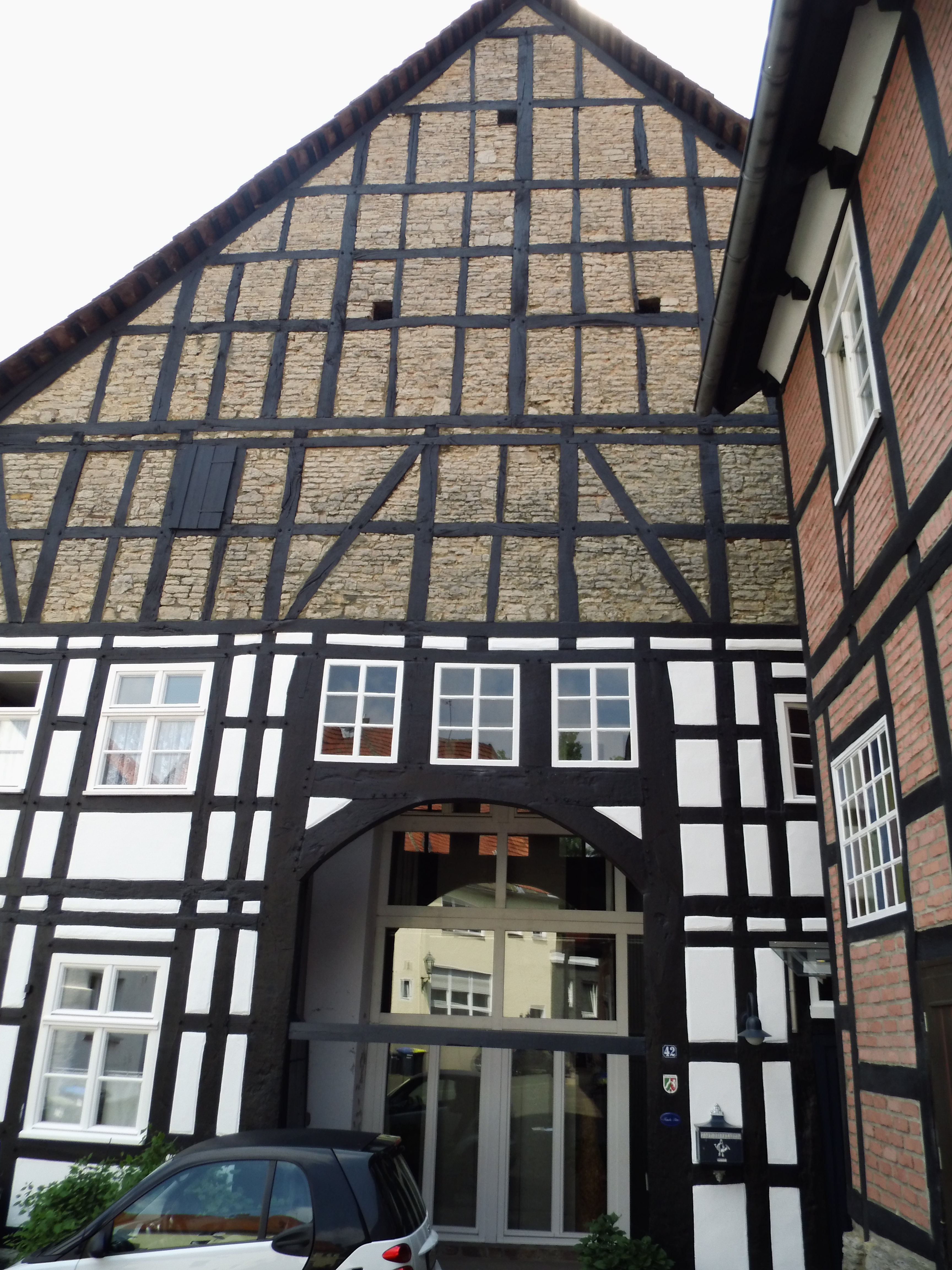
Vakwerkhuis aan de Wolfskuhle te Brakel

## Partnergemeentes
Er bestaan jumelages met Wetteren in België (sedert 1971), en met Zirkow op het eiland Rügen (sedert 1991).

## Trivia

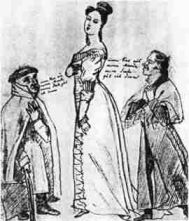
Karikatuur door Ludwig Emil Grimm, 1820. Links Heinrich Straube, in het midden Annette von Droste-Hülshoff, rechts August von Arnswaldt

Rond Annette von Droste-Hülshoff en haar tijdelijke vriend Heinrich Straube deed zich omstreeks 1820 op kasteel Bökerhof een onaangename intrige voor. Een huisvriend van de Von Haxthausens, een zekere August von Arnswaldt werd er door de gastheer en- vrouwe toe aangezet, avances naar Annette te maken. Annette ging op de flirt met de knappe Von Arnswaldt in, die dit direct overbriefde aan de, uiterlijk veel lelijker, vriend van Annette, Straube (die zelf goed met Von Arnswaldt kon opschieten). Het kwam daarop tot de (beoogde) breuk tussen Straube en de vermeend ontrouwe Annette, die daarop twintig jaar lang niet meer op kasteel Bökerhof verscheen.